# Pavel Opočenský
Pavel Opočenský (* 7. srpna 1954 Karlovy Vary) je český sochař a šperkař.

## Život
Pavel Opočenský je nejmladším synem herce Gustava Opočenského (1920–1992) a herečky Františky Horákové (1913–1987) a vnukem básníka, bohéma a novináře Gustava Rogera Opočenského (1881–1949). Od pěti let ho jako otčím vychovával bývalý mostecký herec Ivan Holub. Jeho bratr Petr Opočenský (1950–2019) byl výtvarník a rockový hudebník.
V patnácti letech se začal učit pasířem v kovodílně svého příbuzného v Českých Budějovicích, kde restauroval předměty z kostelů a muzeí, které potřebovaly opravu. Zde se začal zajímat o výrobu šperků a design. Absolvoval studium v oboru bižuterie na střední průmyslové škole v Jablonci nad Nisou (1972) a obor zpracování kovů a kamenů na Střední uměleckoprůmyslové škole šperkařské v Turnově (1974). Studium na střední škole nedokončil a odcestoval do Prahy, kde navštěvoval odbornou školu pro zakázkový design šperků a nastoupil do šperkařského družstva, ale nakonec se rozhodl soustředit na výrobu vlastních šperků. Po několik let byl zaměstnán jako údržbář v pražském metru, kde měl dostatek času na vlastní tvorbu.
Roku 1979 podepsal Chartu 77 a krátce poté s padělaným pasem svého kamaráda emigroval do Německa. V Mnichově krátce navštěvoval Akademii výtvarných umění a začal pracovat s kamenem. Odtud se o dva roky později přestěhoval do USA. V USA pracoval jako sochař a šperkař a působil i jako výtvarný kritik. Z emigrace se vrátil na počátku devadesátých let a zúčastnil se šperkařských sympozií Kremnica ´91, Šperk a drahokam v Turnově (1991) a také Mezinárodního sochařského sympozia v Hořicích 1992.
Krátce po svém návratu se stal mediálně známý, když se zastal dvojice lidí, kterou ohrožovali skinheadi dne 25. března 1991 u hospody Pod Bělkou (dnes U Olmerů) v Slavojově ulici v Praze-Nuslích. Následoval konflikt, v němž loveckým nožem bodl sedmnáctiletého skinheada Aleše Martinů, který na něj zaútočil železnou tyčí. Skinhead tomuto zranění podlehl. Opočenský byl nejprve odsouzen k podmíněnému trestu, po odvolání státního zástupce k trestu nepodmíněnému, nakonec vrchním soudem překlasifikován jako nutná obrana. Za svůj čin byl dle Jiřího Ješe nekriticky mediálně oslavovaný.
Roku 1994 se výstava sochařské tvorby Pavla Opočenského v syenitu a žule stala první veřejnou prezentací nově založené Galerie Rudolfinum.
Koncem 90. let byl Opočenský aktivním kurátorem šperkařských výstav. Po mezinárodně úspěšné výstavě Český moderní šperk ve Stříbře, které se zúčastnilo 21 autorů, založil roku 1997 v Praze 2, Na Slupi Galerii moderního šperku Kotelna. Ta zahájila svůj ambiciózní program výstavami Český ateliérový šperk (1997, 1998). Aktivity Pavla Opočenského se staly na konci století hlavními hnacími motory pro řadu výtvarníků, kteří se zabývali šperkem a vyvrcholily výstavou Eros – Moderní český šperk (1999), která proběhla paralelně ve třech pražských galeriích a následujícího roku byla reprízována v několika českých městech a v Bratislavě.
K 65. narozeninám Pavla Opočenského uspořádal roku 2019 německý Goldschmiedehaus v Hanau rozsáhlou retrospektivní výstavu jeho šperků a skic za podpory Muzea designu v Mnichově a Muzea užitého umění ve Frankfurtu nad Mohanem.

### Osobní život
V roce 2004 a pak v roce 2005 byl odsouzen k celkem sedmi a půl roku vězení za pohlavní zneužívání nezletilých romských dívek. V tomto případě byla stíhána a odsouzena též jeho přítelkyně (pozdější manželka) Julie. Jeho kauza vyvolala značnou mediální pozornost a Opočenský se stal jedním z nejznámějších vězňů v České republice. Později Městský soud v Praze zmírnil jeho trest na šest let a v dubnu 2006 byl po třech letech podmíněně propuštěn. Během věznění ho navštívila Meda Mládková a zakoupila pro Museum Kampa jednu z jeho kamenných soch. Pobyt ve vězení Opočenský maximálně využil k ovládnutí nového řemesla strojního zámečníka a připravil asi 2000 skic, které částečně realizoval při tvorbě nových kovových a dřevěných šperků. O tyto šperky z vězení, vystavené roku 2009 v Mostě a Mnichově, projevily zájem galerie v New Yorku, Filadelfii a Washingtonu.
Byl třikrát ženatý. Roku 2005 se během povolené vycházky oženil s bohemistkou Julií Bergmannovou, dcerou signatáře Charty 77 Pavla Bergmanna. Roku 2007 se manželům Opočenským narodil syn Max, ale manželství se po sedmi letech rozpadlo.

## Ocenění a stipendia
- 1985 – Art Quest, University Art Museum, Kalifornie, USA
- 1986 – 1. cena New York Foundation of Arts, N.Y., USA
- 1990 – Pollock Krasner Foundation, New York
- 1990 – Empire State Craft Alliance, New York
- 1993 – Cena Nadace Bratří Čapků
- 2003 – 34th German Award for Jewellery and Precious Stones Idar-Oberstain

## Dílo
Pavel Opočenský je vysoce ceněným šperkařem a uznávaným sochařem a rytcem. Vyučil se pasířem, ale na počátku své tvorby nenašel vztah ke kovu a patřil mezi avantgardní šperkaře, kteří v 70. letech experimentovali s novými materiály, zejména plastem. Kromě toho pracoval se slonovinou a kameny jako nefrit, chalcedon a tygří oko, v nichž lze broušením odkrýt přírodní kresbu. K tvorbě šperků používá také akrylátový polymer corian, nerezovou ocel nebo titan. Jeho šperky, které jsou vždy miniaturizovaným sochařským dílem, lze nosit jako ozdobu těla nebo jen držet v dlani.
Během působení ve Spojených státech se nejprve živil jako šperkař a pracoval se slonovinou. Po třech letech začal jako sochař pracovat s kamenem. Po svém návratu v 90. letech patřil v Čechách k prvním sochařům, kteří použili nové metody sochařské práce – řezání, vrtání či broušení diamantovými kotouči pro práci s tvrdým kamenem (žula, syenit, porfyr). Na sochařském sympoziu v Hořicích (1992) vytvořil z místního pískovce tři kónické kameny ve velikosti dospělého člověka, které seřadil do zákrytu ve vzdálenosti dvou kilometrů směrem k lomu U sv. Josefa tak, aby otvory v nich mohl projít laserový paprsek. Laserová na zakončení 8. setkání sochařů v Hořicích byla projektem Rollanda Hütera ve spolupráci se Sdružením hořického symposia. Ojedinělou prací ve dřevě je jeho Kmen-torzo stromu z roku 1993.
Nejznámějším dílem Pavla Opočenského je pomník Bratří Čapků na Náměstí míru na Vinohradech. Další sochy zhotovené podobnou technikou jsou ve sbírce Národní galerie v Praze a Musea Kampa. V centru Karlových Varů stál jeho čtyřmetrový žulový obelisk, který radnice odstranila při rekonstrukci karlovarského Vřídla. Obelisk byl roku 2021 vystaven v rámci mezinárodního festivalu sochařské tvorby Sculpture line v Galerii Golf Hostivař.
Opočenský se věnuje monumentálním sochám paralelně se svou šperkařskou tvorbou. Z roku 2011 pochází série kamenů s negativním otiskem lidského těla nebo jeho částí nazvaná Ursakrál. Pro své sochy používá tvrdé a obtížně opracovatelné horniny jako je kozárovická, mrákotínská či polská žula, syenit, ruský labradorit nebo čedič.

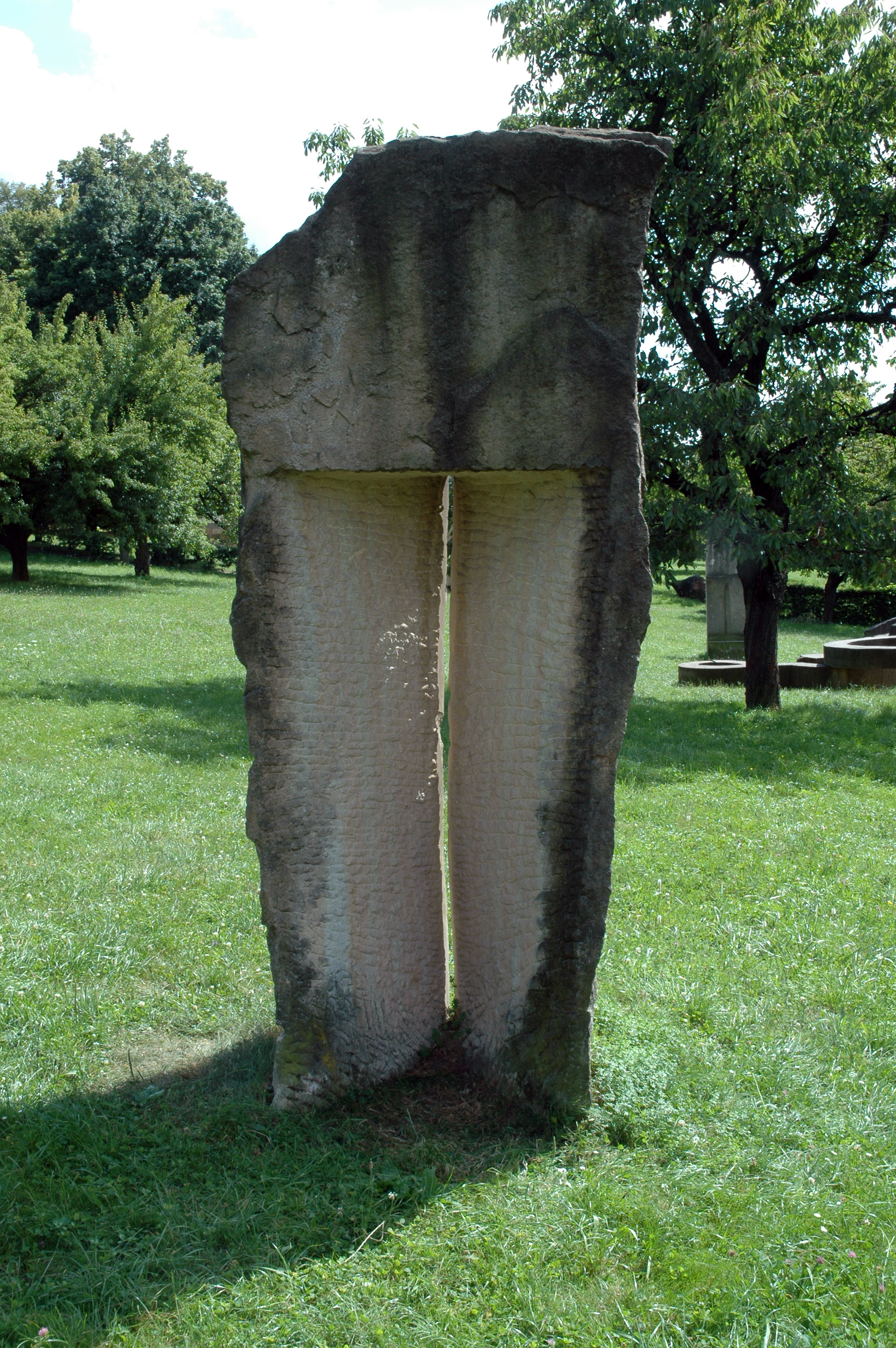
Pavel Opočenský (Czechoslovakia) - Untitled, Hořice
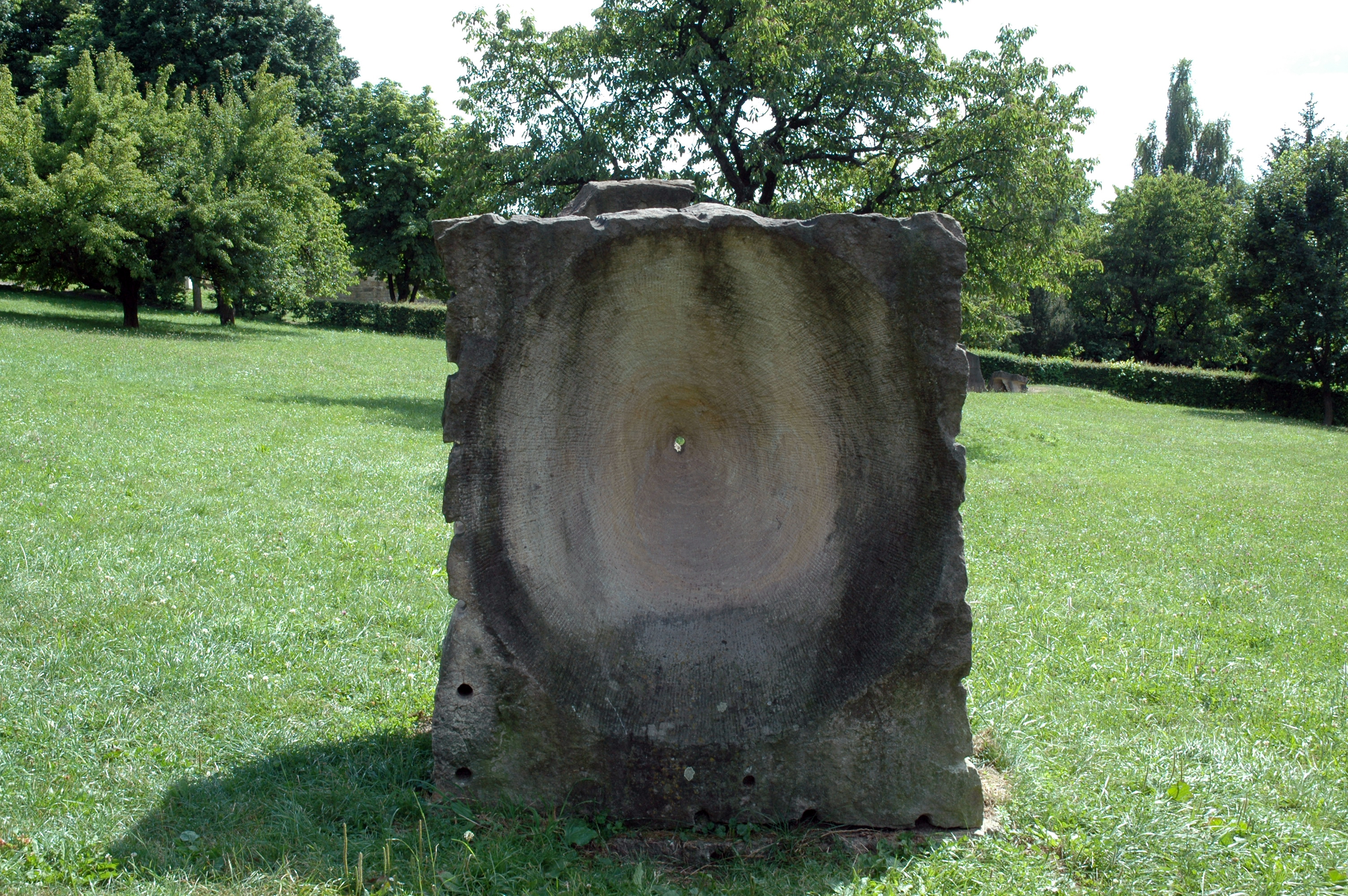
Pavel Opočenský (Czechoslovakia) - Untitled no. 2, Hořice
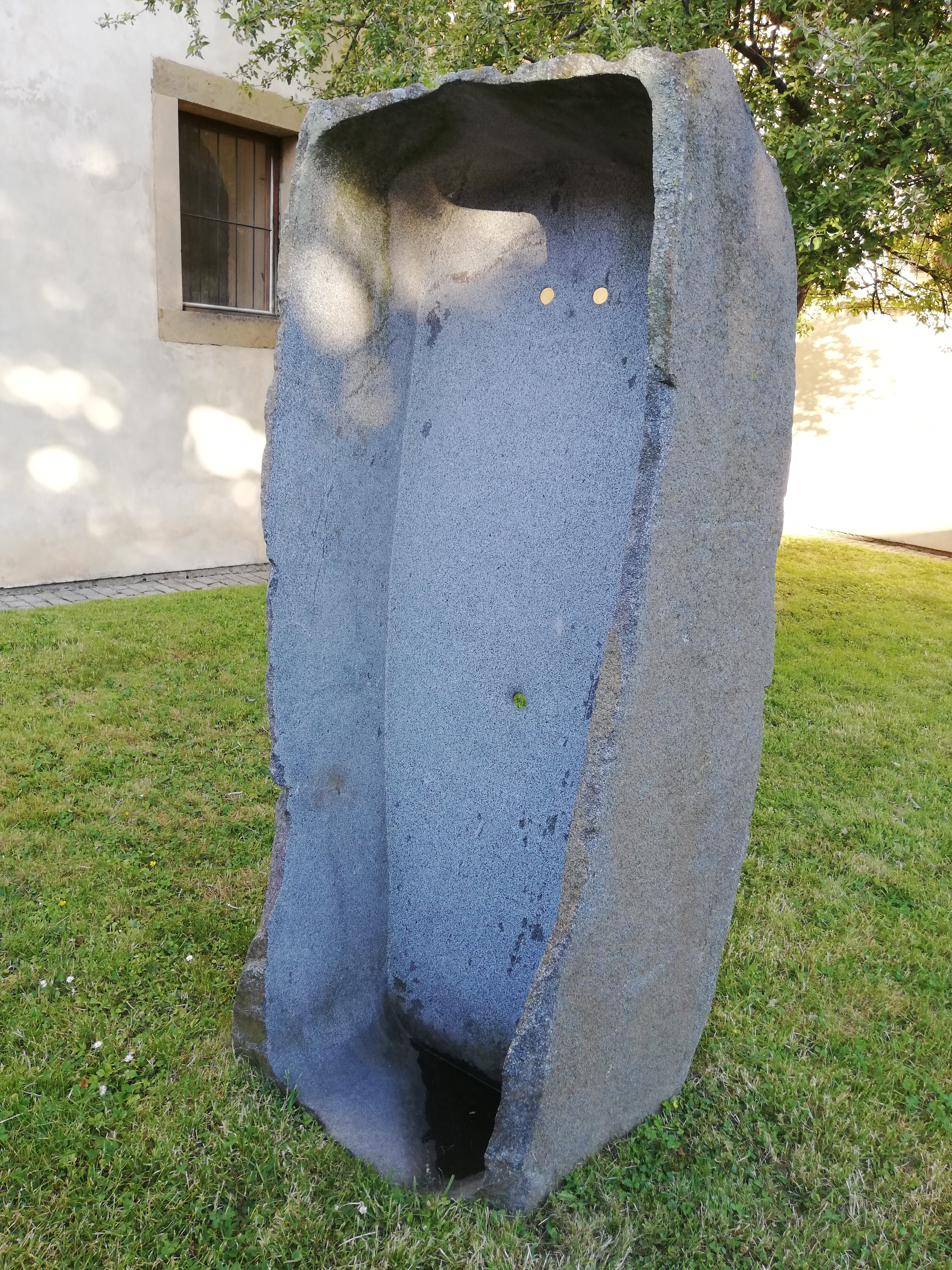
Pavel Opočenský - Zpovědnice Syenit 1996, Národní galerie v Praze
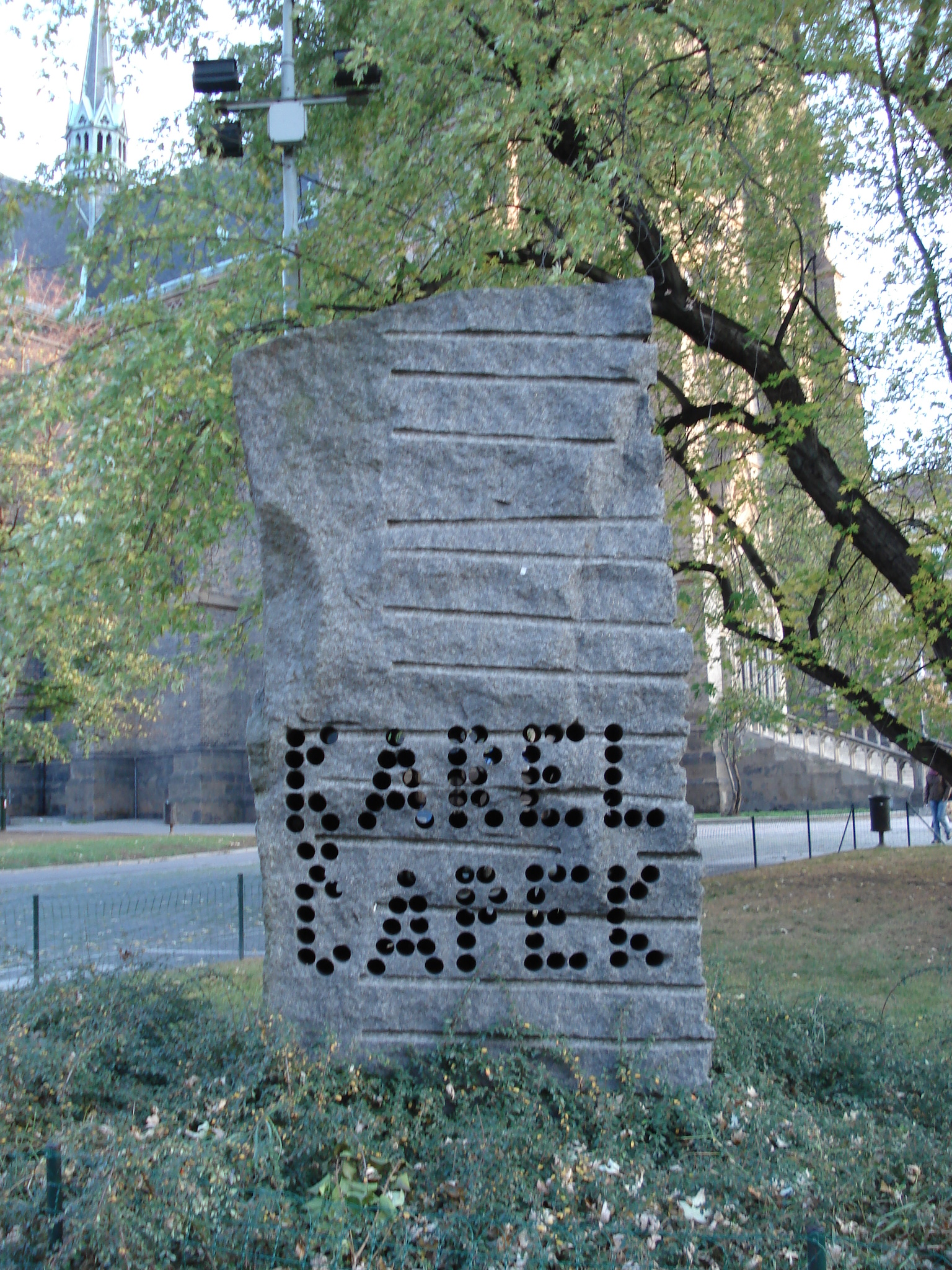
Pomník bratří Čapků na Náměstí míru v Praze
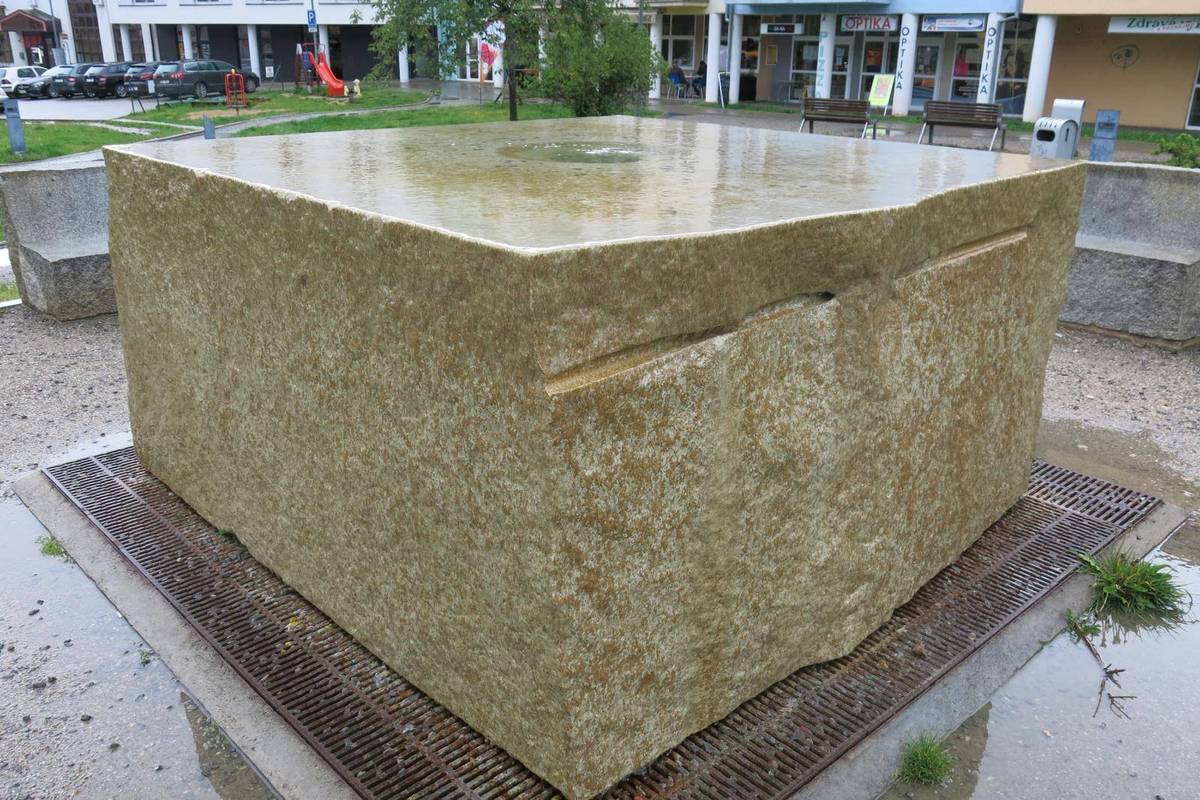
Pavel Opočenský: Moderní kašna na náměstí 1. května v Kuřimi

Během prvního roku ve vězení založil výtvarný kroužek a vytvořil sérii dřevěných věcí a objektů nazvanou Mříže brože a Mobiloidy. V místní dílně se během tří let vyučil jako soustružník a frézař a kolem roku 2005 zde vznikla série broží z mosazi. Opočenský se v následujících letech zaměřil na tvorbu z recyklovaných materiálů. Během pandemie covidu využil jako základ šperků výbrusy z duralových součástí automobilových motorů a tuto kolekci, nazvanou „Epidemie” vystavil v Galerii POUZAR&OVÁ, Jablonec nad Nisou (2020) a poté v pražském DOXu.
V letech 2014–2017 se věnoval malbě a vytvořil cyklus asi sta velkoformátových kreseb, které vystavil roku 2017 ve vile Pellé a poté 2019 pod názvem „Nucleus”. V kresbách rozvíjí v dynamické perspektivě geometrické tvary, které se navzájem prolínají pohlcují a zmnožují a navozují až erotické konotace.

### Zastoupení ve sbírkách
- American Craft Museum New York, New York City
- The Metropolitan Museum of Art, New York City[38]
- Brooklyn Museum, Brooklyn, New York City
- Cooper Hewitt, Smithsonian Design Museum, New York City[39]
- Die Neue Sammlung: The International Design Museum Munich (Staatliches Museum für angewandte Kunst), Mnichov
- Museum für angewandte Kunst, Frankfurt am Main
- International Sculpture Center, Washington
- Rockeffeler Foundation, New York City
- Nasjonalmuseet for kunst, arkitektur og design (National Museum of Art, Architecture and Design), Oslo
- Moravská galerie v Brně[40]
- Muzeum umění a designu Benešov
- Muzeum Českého ráje v Turnově
- Muzeum skla a bižuterie v Jablonci nad Nisou
- Severočeské muzeum p.o., Liberec
- Slovenská národná galéria, Bratislava
- Uměleckoprůmyslové museum, Praha

### Autorské výstavy
- 1987, 1988, 1989 – Pavel Opočenský, OK Harris Gallery, New York City
- 1993 – Pavel Opočenský: Hmota díry - Matter of a hole, Galerie pod Vyšehradem, Praha
- 1994 – Pavel Opočenský: No title, Pražský hrad, Městské muzeum a galerie, Hořice, Děkanský chrám Nanebevzetí Panny Marie, Most, Galerie umění Karlovy Vary
- 1995 – Pavel Opočenský: Materia des Loches, Galerie Biró (Galerie Biró Kunstoff Schmuck), Mnichov (München)
- 1995 – Pavel Opočenský: Materia des Loches, Helen Drutt Gallery, Filadelfie
- 1995 – Pavel Opočenský: No title, Milevské muzeum, Milevsko
- 1995 – Pavel Opočenský: Průnik hmot, Mánes, Praha
- 1996 – Pavel Opočenský, Galerie Pod kamennou žábou, České Budějovice
- 1996 – Pavel Opočenský: Hmota díry, Výstavní síň Sokolská 26, Ostrava
- 1996 – Pavel Opočenský: Zasvěcení hmotou, Dům umění města Brna
- 1997 – Pavel Opočenský, Galerie Marzee, Nijmegen
- 1997 – Pavel Opočenský, Česká kulturní centra ministerstva zahraničních věcí
- 1997 – Pavel Opočenský, Galerie Jewelers` werk, Washington D.C.
- 1997 – Pavel Opočenský, Galerie Pecka, Praha
- 1997/1998 – Pavel Opočenský: Bakelitomanie, Galerie Biró (Galerie Biró Kunstoff Schmuck), Mnichov, Galerie RA, Amsterdam, Galerie Jewelers` werk, Washington D.C., Galerie Kotelna (Galerie moderního šperku), Praha
- 1997 – Pavel Opočenský: Zasvěcení hmotou, Galerie Nová síň, Praha
- 1998 – Pavel Opočenský: Lyžebrože, Galerie U prstenu, Praha
- 1998 – Pavel Opočenský: Otvor v dirce, Okresní muzeum a galerie, Jičín
- 1998 – Pavel Opočenský: Otvor v dirce a idoly, Galerie a kavárna U kamene, Cheb
- 1999 – Pavel Opočenský: Lyžebrože, Muzeum skla a bižuterie v Jablonci nad Nisou, Galerie Biró (Galerie Biró Kunstoff Schmuck), Mnichov, Galerie V&V, Vídeň, Galerie Marzee, Nijmegen, Galerie Sofie Lachaert, Antverpy , Galerie Jewelers` werk, Washington D.C.
- 1999 – Pavel Opočenský: Otvor v dirce, Radnice, České Budějovice, OK Harris Gallery, New York City
- 1999 – Pavel Opočenský: Klenuté, kamenné, Galerie Gambit, Praha
- 2000 – Pavel Opočenský: Zkamenělá tekutina - Petrified liquid, Galerie U prstenu, Praha, Gintaro museum, Vilnius, Helen Drutt Gallery, Filadelfie
- 2000 – Pavel Opočenský: Alu-bond: 001-050, Ibo Schmuck Galerie, Klagenfurt am Wörthersee, Galerie Biró (Galerie Biró Kunstoff Schmuck), Mnichov, Galerie U prstenu, Praha
- 2001 – Pavel Opočenský: Fragilitas Tenax, Galerie Orfeo, Lucemburk, Galerie Marzee, Nijmegen, Galerie V&V, Vídeň
- 2001 – Pavel Opočenský: Zkamenělá tekutina - Petrified liquid, Galerie RA, Amsterdam, Schmuck Forum, Curych
- 2001 – Pavel Opočenský: Alu-bond: 001-050, Galerie Marzee, Nijmegen, Gallery Jewelers' werk, Washington D.C.
- 2001 – Pavel Opočenský: Fragilitas Tenax, Galerie U prstenu, Praha
- 2002 – Pavel Opočenský: Fragilitas Tenax, Deux Poissons, Tokio
- 2003 – Pavel Opočenský: fragillitas gradatim, Galerie Pernath, Praha, Galerie Biró (Galerie Biró Kunstoff Schmuck), Mnichov
- 2004 – Pavel Opočenský: fragillitas gradatim, Galerie V&V, Vídeň, Marjike studio, Padova, Forvm Ferladina, Barcelona, Tereza Seabra Jóias de Autor, Lisabon, Schmuck Forum, Curych
- 2005 – Pavel Opočenský: fragillitas gradatim, Galerie Marzee, Nijmegen, Galerie Orfeo, Lucemburk, Sienna Gallery, Lenox, MA, USA
- 2006 – Pavel Opočenský: Mříže, brože, mobiloidy..., Galerie Rozehnal, Praha
- 2009 – Pavel Opočenský, Vězeňské mobiloidy, Výstavní síň Zlatá Trojka, Most
- 2011/2012 – Pavel Opočenský: Ursacral, Kostel sv. Vavřince, Klatovy, Yard Resort, Předboj
- 2017 – Pavel Opočenský: Nucleus, Galerie Villa Pellé, Praha
- 2019 – Pavel Opočenský: Nucleus, Zámek Klenová
- 2019 – ¾ of my life - Jewellery by Pavel Opočenský, Deutsches Goldschmiedehaus, Hanau[41]
- 2020/2021 – Pavel Opočenský: Epidemie, DOX, Praha

### Autorské katalogy
- Vilém Stránský: Pavel Opočenský: šperky značně jinačí, 1977
- Magdalena Juříková: Pavel Opočenský: No title, 1994
- Magdalena Juříková: Pavel Opočenský: Průnik hmot, 1995
- Sarah Bodine, Michal Dunas: Pavel Opočenský: Materia des Loches, 1995
- Jiří Machalický, Valerie M. Kuchařová: Pavel Opočenský, Kovalam 1996
- Magdalena Juříková, Naum Gabo: Pavel Opočenský: Zasvěcení hmotou, Nadace Adolfa Kroupy v Brně 1996
- Maria-Bettina Eich: Pavel Opočenský: Bakelitomanie, 1997
- Daniela Krechlová: Pavel Opočenský: Lyžebrože, Galerie Kotelna (Galerie moderního šperku) 1998
- Magdalena Juříková: Pavel Opočenský: Otvor v dirce, 1998
- Marisa Ravalli, Věra Jirousová, Magdalena Juříková: Pavel Opočenský, Akcent s.r.o. 1999, ISBN 80-238-4382-6
- Magdalena Juříková: Pavel Opočenský: Klenuté, kamenné, Galerie Gambit 1999
- Pavel Opočenský: Zkamenělá tekutina - Petrified liguid, Galerie Kotelna (Galerie moderního šperku), 2000
- Michaela Kádnerová: Pavel Opočenský: Alu-Bond 001-050, Galerie Kotelna (Galerie moderního šperku), 2000
- Michaela Kádnerová: Pavel Opočenský: Fragilitas Tenax, Galerie Kotelna (Galerie moderního šperku), 2000, ISBN 80-238-6746-6
- Daniela Krechlová: Pavel Opočenský: Fragillitas gradatim, 2003, ISBN 80-239-0738-7
- Pavel Opočenský: Mobilizatoidy / mobilizatoids, 2006
- Pavel Opočenský: URSACRAL, 2011

### Kolektivní katalogy (výběr)
- Věra Vokáčová, Kov a šperk: Oborová výstava, Unie výtvarných umělců České republiky 1990
- Sarah Bodine, Michael Dumas, Americký šperk, Jeweleries/Epiphanies, Praha 1991
- Agneša Schrammová a kol., Aura, Výstava drobnej plastiky, umeleckého šperku a odevného doplnku, Galéria mesta Bratislavy 1992
- Charlotta Kotíková, Marcela Pánková, Exil v New Yorku, 1993
- Tereza Rubešová, Mezi ozdobou a funkcí, Praha 1994
- Daniel Brunovský: Prsteň, Bratislava 1994
- Alena Křížová, Český moderní šperk ve Stříbře / Czech Modern Jewelry in Stříbro, Asociace výtvarníků oboru kov - šperk 1997
- Peter Nickel, Schmuck ´98, Mnichov 1998
- Kaliopi Chamonikolasová, Petr Ingerle, Hana Petlachová, Otvory I a II, Moravská galerie v Brně 1999
- Milena Lamarová, Signum design. Český design 1980-1999, Praha 1999 (s. 108-109)
- Světlana Spiwoková, Šperk a design. Almanach Design Trendu 1999/2000 (s. 25-26)
- Kateřina Nováková, Eros - Moderní český šperk, Praha 2000

### Souborné publikace
- Cindi Strauss, Ornament as Art: Avant-garde Jewelry from the Helen Williams Drutt Collection, the Museum of Fine Arts, Houston 2007, ISBN 978-3-89790-273-2
- Jolana Stádníková, Sochy v Praze 1980-2000 / Sculptures in Prague 1980-2000 (Současné sochařství v pražském veřejném prostoru / Contemporary sculpture in Prague public space), Agentura Kdo je kdo, 2000, ISBN 80-902586-5-4
- Alena Křížová, Proměny českého šperku na konci 20. století, Academia, Praha 2002, ISBN 80-200-0920-5
- Helen W Drutt English, Peter Dormer, Jewelry of our Time, Random House, London 1995, p. 260
- Marguerite de Cerval, Dictionnaire International de Bijou, Regard, Paris 1998, ISBN 978-2903370985
- Nová encyklopedie českého výtvarného umění, II. díl N-Z, ed. Anděla Horová, Praha 1995

### Diplomové práce
- Kateřina Svatošová, Účast českých umělců na Mezinárodním sochařském symposiu v Hořicích v letech 1989–2000, FF MUNI Brno 2021 on line

### Články
- Jiří David, Stanislav Kolíbal, Posedlost jako koncentrace, Koncentrace jako spřízněnost se světem. Dvě plastiky Pavla Opočenského, Ateliér 2, 1992, s. 6-7
- Jiří Tichý, Aktuální rozhovor. Umět se o sebe postarat, Ateliér 23, 1992, s. 7
- Jiří Tichý, Laserová premiéra Pavla Opočenského, Ateliér 2, 1993, s. 6-7
- Jména z výstav: Pavel Opočenský, Výtvarná výchova 1994-1995, č. 2, s. 36-37
- Alena Křížová, Alternativy šperku, Xantypa, prosinec 1997, s. 22-23
- Marie Krausová: Pavel opočenský, Sezona č. 2, 1998, s. 28-31
- Alena Křížová, Český moderní šperk, Ateliér 13, 1997, s. 12
- Pavel Opočenský, Nový In 7, 1999, s. 56-57
- Maria-Bettina Eich: Pavel Opočenský / Jiří Šibor, Tsechisches Duo, Schmuck Magazin 2, 1999, s. 36-37
- Daniela Krechlová, Czech creative Jewelry, Nový In 7, 1999, s. 22-24